# Río Griaznushka
El río Griaznushka (en ruso: Грязнушка) es un río del krai de Krasnodar, en Rusia, afluente por la izquierda del río Gubs, que lo es del Jodz, que es tributario del Labá, de la cuenca hidrográfica del Kubán.

## Curso
Tiene una longitud de 12 km y una cuenca de 19.6 km². Nace 5 km al este de Jametinskaya y desemboca en el Gubs 16 km antes de que este llegue al Jodz, entre Gubskaya y Proletarski.